# Pushchino
Pushchino (em russo: Пущино) é uma cidade da Rússia situada no óblast de Moscou. Localiza-se à 120 km ao sul da cidade de Moscou, e tem uma população de cerca de 20,332 habitantes (2010).